# 韓国航空宇宙研究院

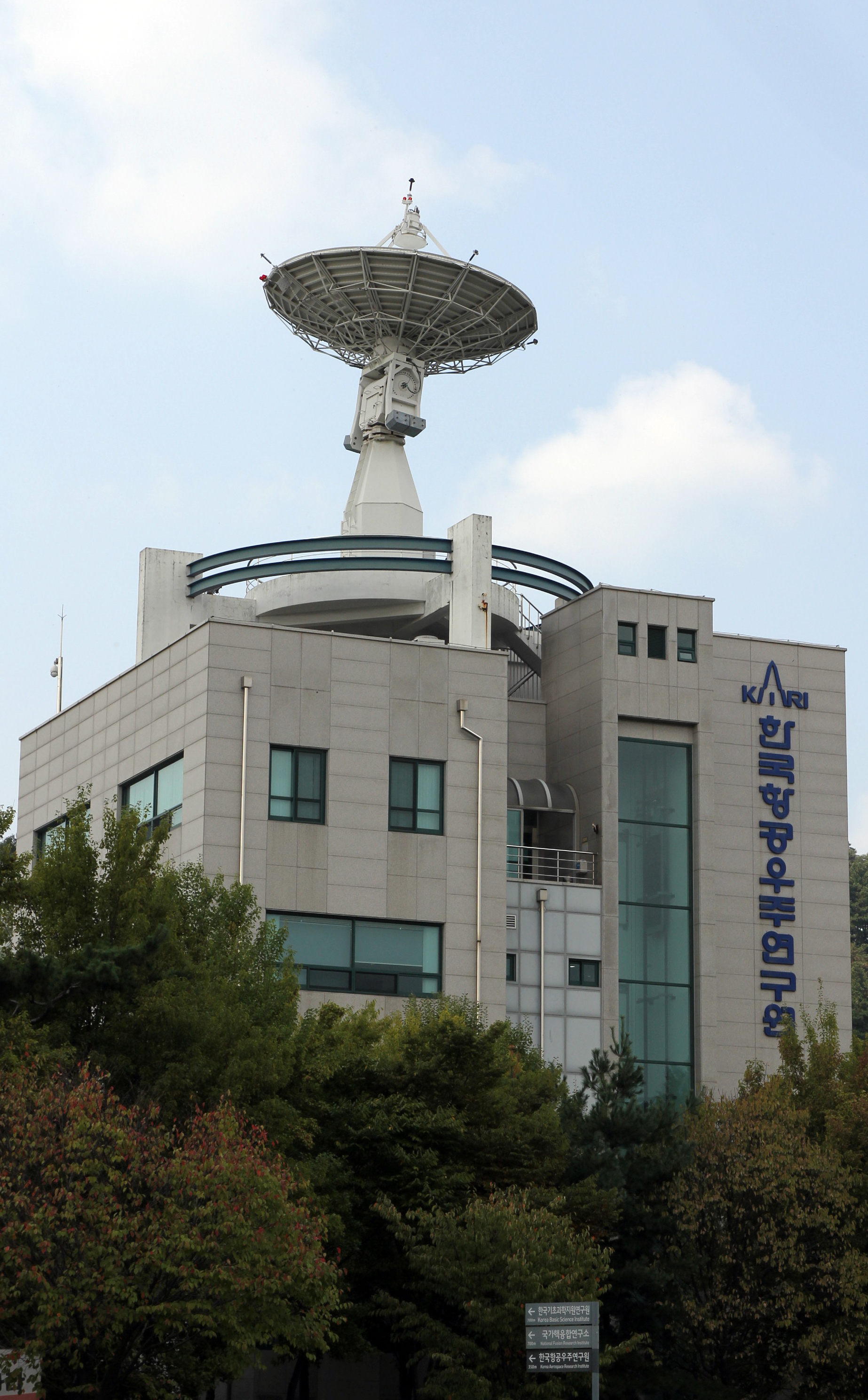
韓国航空宇宙研究院

韓国航空宇宙研究院（かんこくこうくううちゅうけんきゅういん、朝: 한국항공우주연구원、英: Korea Aerospace Research Institute, KARI）、略称航宇研（항우연）は、大韓民国の航空・宇宙開発研究を担う未来創造科学部傘下の公的研究機関。 主な研究所は大田広域市の大徳研究開発特区にあり、射場として「羅老宇宙センター」を保有する。

## 設立
1981年設立。1989年から本格的に活動を開始しており韓国では1989年10月10日をKARIの設立年としている。

## ロケットの開発
1990年から一段固体燃料ロケットのKSR-1の開発を開始し1993年に打ち上げている。1997年と1998年にはKSR-1を発展させた二段ロケットKSR-2の打ち上げを成功させている。1997年12月、将来に人工衛星打ち上げ能力を保持するために液体酸素/ケロシンロケットエンジンの開発を開始し、2002年にこの韓国初の液体燃料ロケットエンジンを使用したKSR-3の打ち上げを行った。
ロシアのクルニチェフ国家研究生産宇宙センターなどから技術援助を受けて韓国初の人工衛星打ち上げ用ロケット（ローンチ・ヴィークル）「羅老」と羅老宇宙センターを完成させた。ロケットの核心部分である一段目にはアンガラ・ロケットのRD-151エンジンが使用されている。2009年8月25日に羅老1号機を羅老宇宙センターから打ち上げたが、搭載衛星STSAT-2Aを覆うフェアリングに不具合があり軌道投入に失敗、2010年6月10日に羅老2号機を打ち上げたが発射137秒後に爆発し、搭載衛星STSAT-2Bも失った。2013年1月30日に羅老3号機でSTSAT-2Cの軌道投入に成功した。この打ち上げは韓国のロケットで人工衛星の軌道投入に成功した初の打ち上げとなった。ロシアとの契約により、この打ち上げで羅老の運用を終了した。
2010年から羅老の後継機のヌリ（計画名：KSLV-II）の開発が始まっており、2022年の二回目の打ち上げで成功させた。

### 韓米ミサイル指針
1979年、韓国の核開発を懸念したアメリカとの間で決められた。ミサイル技術の供与と引き換えに韓国のミサイル開発を制限し韓国の宇宙ロケット開発の発展も制限されていた。
段階的に緩和し2021年に文在寅政権、バイデン政権の間で終了した。これにより韓国は固体燃料エンジンの開発を出来るようになった。

## 外国ロケットによる人工衛星の打ち上げ
韓国は、KSLV-2が完成する2021年まで独自に運用する衛星打ち上げロケットを持たないため、人工衛星の打ち上げを外国の宇宙機関や打ち上げ企業に頼っていた。
アリラン衛星シリーズを例に挙げれば、1999年に多目的衛星アリラン1号をアメリカのトーラスロケットで、2006年にアリラン2号をロシアのロコットロケットで、2012年にアリラン3号を日本のH-IIAロケットで、2013年と2015年にアリラン5号とアリラン3A号をロシア・ウクライナ・カザフスタン合弁のドニエプルロケットで打ち上げた。

## 有人宇宙開発事業
韓国科学技術部（現未来創造科学部）主管の韓国宇宙人輩出事業で、2008年4月8日に李素妍がロシアのソユーズTMA-12に搭乗し、4月19日まで国際宇宙ステーション（ISS）に滞在した。彼女は韓国人初の宇宙船搭乗者となった。

## 航空機の開発
KARIは無人機や高高度飛行船、次世代多目的ヘリコプターの開発を行っている。

## 予算
KARIの予算は、2015年度で約4930億ウォンである。